# Stazione di Trecase
La stazione di Trecase è una stazione ferroviaria ubicata a Trecase, lungo la ferrovia Circumvesuviana Napoli-Poggiomarino ed è gestita dall'EAV.

## Storia
La stazione venne attivata in data imprecisata.
Nel 1948, in conseguenza dei lavori di raddoppio della linea per Napoli, entrò in servizio il nuovo fabbricato viaggiatori progettato da Francesco Della Sala e Domenico Filippone.

## Strutture e impianti
Il fabbricato viaggiatori della stazione, situato a livello della sede stradale, ospita la biglietteria e l'accesso ai binari che si trovano più in basso: essendoci due binari passanti per il servizio passeggeri, l'accesso avviene con una semplice scala, per il primo binario (in direzione Napoli) e tramite un soprapassaggio per il secondo (in direzione Torre Annunziata).
La stazione non dispone di scalo merci.

## Movimento
Il traffico passeggeri è molto buono in tutte le ore del giorno. Nella stazione fermano tutti i treni accelerati mentre non effettuano fermata i direttissimi: le principali destinazioni sono Napoli, Poggiomarino e Torre Annunziata Oplonti.

## Servizi
La stazione dispone di:
- Biglietteria
- Sovrappassaggio
- Servizi igienici